# Pokal evropskih prvakov 1989/90 (hokej na ledu)
Pokal evropskih prvakov 1989/90 je petindvajseta sezona hokejskega pokala, ki je potekal med 13. oktobrom 1989 in 4. februarjem 1990. Naslov evropskega pokalnega zmagovalca je osvojil klub CSKA Moskva.

## Tekme

### Prvi krog

#### Skupina A
(Rotterdam, Nizozemska)
| 1. klub                   | Rezultat | 2. klub                   |
| ------------------------- | -------- | ------------------------- |
| Français Volants de Paris | 7:7      | TMH Polonia Bytom         |
| Gunco Panda's Rotterdam   | 10:1     | Durham Wasps              |
| Durham Wasps              | 7:7      | TMH Polonia Bytom         |
| Gunco Panda's Rotterdam   | 5:3      | Français Volants de Paris |
| Gunco Panda's Rotterdam   | 3:3      | TMH Polonia Bytom         |
| Français Volants de Paris | 5:1      | Durham Wasps              |

##### Lestvica
| Poz | Klub                      | Točke |
| 1   | Gunco Panda's Rotterdam   | 5     |
| 2   | Français Volants de Paris | 3     |
| 3   | TMH Polonia Bytom         | 2     |
| 4   | Durham Wasps              | 1     |

#### Skupina B
(Bern, Švica)
| 1. klub           | Rezultat | 2. klub           |
| ----------------- | -------- | ----------------- |
| AS Mastini Varese | 18:0     | CG Puigcerdà      |
| SC Bern           | 7:0      | GEV Innsbruck     |
| GEV Innsbruck     | 5:5      | AS Mastini Varese |
| SC Bern           | 18:2     | CG Puigcerdà      |
| GEV Innsbruck     | 18:3     | CG Puigcerdà      |
| SC Bern           | 5:1      | AS Mastini Varese |

##### Lestvica
| Poz | Klub              | Točke |
| 1   | SC Bern           | 6     |
| 2   | AS Mastini Varese | 3     |
| 3   | GEV Innsbruck     | 3     |
| 4   | CG Puigcerdà      | 0     |

#### Skupina D
(Zagreb, Jugoslavija)
| 1. klub              | Rezultat | 2. klub               |
| -------------------- | -------- | --------------------- |
| SB Rosenheim         | 3:3      | SG Dynamo Weißwasser  |
| KHL Medveščak Zagreb | 12:0     | Levski-Spartak Sofija |
| SB Rosenheim         | 18:1     | Levski-Spartak Sofija |
| KHL Medveščak Zagreb | 6:8      | SG Dynamo Weißwasser  |
| SG Dynamo Weißwasser | 7:0      | Levski-Spartak Sofija |
| KHL Medveščak Zagreb | 6:10     | SB Rosenheim          |

##### Lestvica
| Poz | Klub                  | Točke |
| 1   | SB Rosenheim          | 5     |
| 2   | SG Dynamo Weißwasser  | 5     |
| 3   | KHL Medveščak Zagreb  | 2     |
| 4   | Levski-Spartak Sofija | 0     |

#### Skupina D
(Frederikshavn, Danska)
| 1. klub             | Rezultat | 2. klub             |
| ------------------- | -------- | ------------------- |
| Sparta Sarpsborg    | 10:5     | Ferencvárosi TC     |
| Frederikshavn IK    | 2:4      | HC Steaua Bucureşti |
| Frederikshavn IK    | 6:6      | Ferencvárosi TC     |
| Sparta Sarpsborg    | 4:2      | HC Steaua Bucureşti |
| Frederikshavn IK    | 7:5      | Sparta Sarpsborg    |
| HC Steaua Bucureşti | 7:2      | Ferencvárosi TC     |

##### Lestvica
| Poz | Klub                | Točke |
| 1   | Sparta Sarpsborg    | 4     |
| 2   | HC Steaua Bucureşti | 4     |
| 3   | Frederikshavn IK    | 3     |
| 4   | Ferencvárosi TC     | 1     |

### Drugi krog

#### Skupina A
(Bern, Švica)
| 1. klub     | Rezultat | 2. klub                 |
| ----------- | -------- | ----------------------- |
| SC Bern     | 3:2      | Gunco Panda's Rotterdam |
| CSKA Moskva | 4:1      | TPS Turku               |
| SC Bern     | 1:4      | TPS Turku               |
| CSKA Moskva | 14:2     | Gunco Panda's Rotterdam |
| SC Bern     | 5:13     | CSKA Moskva             |
| TPS Turku   | 7:3      | Gunco Panda's Rotterdam |

##### Lestvica
| Poz | Klub                    | Točke |
| 1   | CSKA Moskva             | 6     |
| 2   | TPS Turku               | 4     |
| 3   | SC Bern                 | 2     |
| 4   | Gunco Panda's Rotterdam | 0     |

#### Skupina B
(Rosenheim, Zahodna Nemčija)
| 1. klub         | Rezultat | 2. klub          |
| --------------- | -------- | ---------------- |
| Djurgårdens IF  | 10:0     | Sparta Sarpsborg |
| SB Rosenheim    | 5:4      | Tesla Pardubice  |
| Djurgårdens IF  | 5:1      | Tesla Pardubice  |
| SB Rosenheim    | 8:5      | Sparta Sarpsborg |
| SB Rosenheim    | 4:4      | Djurgårdens IF   |
| Tesla Pardubice | 6:4      | Sparta Sarpsborg |

##### Lestvica
| Poz | Klub             | Točke |
| 1   | Djurgårdens IF   | 5     |
| 2   | SB Rosenheim     | 5     |
| 3   | Tesla Pardubice  | 2     |
| 4   | Sparta Sarpsborg | 0     |

### Finalna skupina
(Berlin, Zahodna Nemčija)
| 1. klub      | Rezultat | 2. klub        |
| ------------ | -------- | -------------- |
| CSKA Moskva  | 5:1      | Djurgårdens IF |
| SB Rosenheim | 2:4      | TPS Turku      |
| SB Rosenheim | 2:4      | Djurgårdens IF |
| CSKA Moskva  | 4:2      | TPS Turku      |
| SB Rosenheim | 0:6      | CSKA Moskva    |
| TPS Turku    | 4:3      | Djurgårdens IF |

#### Lestvica
| Poz | Klub           | Točke |
| 1   | CSKA Moskva    | 6     |
| 2   | TPS Turku      | 4     |
| 3   | Djurgårdens IF | 2     |
| 4   | SB Rosenheim   | 0     |